# B-Seiten Sound
B-Seiten Sound ist eine österreichische Reggaeband aus Wien.

## Geschichte
Die Gruppe startete 2004 ursprünglich als Hobbyprojekt einiger Freunde und entwickelte sich anschließend zu einer festen Band. Treibende Kraft waren der Rapper P.Tah von der Hörspielcrew und der Reggaesänger Milkman, der mit Mango Chutney einen kleinen Hit auf dem Sampler Dancehall Fieber 03 hatte. Nachdem man anfangs mit Dub experimentierte, entwickelte man sich zu einer Reggae-Band. Noch vor Veröffentlichung des ersten Albums unternahm man ausgiebige Tourneen, nicht nur in Österreich, sondern auch im benachbarten Ausland, der Schweiz Süddeutschland und Tschechien. In Wien kam der Kontakt mit dem Kollektiv Duzz Down San zustande. Schließlich gelang es der Band einen Plattenvertrag bei DHF Records zu ergattern, wo nach einer Promo-EP 2008 das Debütalbum Du kannst nicht tanzen erschien. Dieses wurde von Hoanzl vertrieben. Für den Song Another Cop Shot wurde ein Video bei der brasilianischen Produktionsfirma Geral Filmes in Auftrag gegeben.
Im Jahr 2009 war die Band für den FM4 Award, der im Rahmen der Amadeus Austrian Music Award verliehen wird, nominiert. 2010 trugen sie zum Film Sturmfrei den Soundtrack bei. 2010 erschien über Bandcamp ein kostenloses Livealbum zusammen mit der Band Elsa Tootsie.

## Musikstil
Musikalisch lehnen sich B-Seiten Sound an den karibischen Offbeat-Reggae und dem Dancehall an. Sie sind im Wesentlichen geprägt von den Größen des Genres, wie beispielsweise The Upsetters und Bob Marley. Allerdings vermischen sie ihren Sound mit verschiedenen anderen Stuilen wie beispielsweise Hip-Hop, Jazz, Funk und Balkan-Pop. Die Texte sind überwiegend auf Deutsch gehalten und schwarzhumoristisch. Der Gesang setzt sich zusammen aus Rap, Toasting und Harmoniegesang.

## Diskografie
- 2008: B Seiten Sound (CD-EP, DHF Records)
- 2008: Du kannst nicht tanzen (DHF Records / Hoanzl)
- 2010: Recorded Live at KUKE Leoben (11.09.2008) (Split-Album mit Elsa Tootsie, Free Download)